# Dryopteris late-repens
Dryopteris late-repens là một loài thực vật có mạch trong họ Dryopteridaceae. Loài này được (Trotter & C. Hope) C. Chr. miêu tả khoa học đầu tiên năm 1905.